# Parc Saint François-Xavier
Pour les articles homonymes, voir Saint-François-Xavier.
Le parc Saint François-Xavier est un parc public de Colmar en Alsace.

## Localisation
Il est situé dans le quartier centre.
On y accède par la rue de Rueil et la rue des Roses.

## Historique
Il est situé dans l'ancien centre religieux de la congrégation des Jésuites installée à Colmar en 1926.

## Caractéristiques
Sa superficie est de 9 980 m2.
On y trouve notamment un hêtre pleureur, un cyprès chauve, un ginkgo biloba et un séquoia gigantea .